# Dragoslav Srejović
Dragoslav Srejović (în sârbă Драгослав Срејовић; n. 8 octombrie 1931, Kragujevac, Iugoslavia – d. 29 noiembrie 1996, Belgrad, Iugoslavia) a fost un arheolog sârb, profesor universitar antropolog și istoric cultural. El a fost principalul contribuitor la explorarea sitului arheologic Lepenski Vir care conține urme ale unei culturi balcanice din Mezolitic.

## Biografie
S-a născut pe 8 octombrie 1931 la Kragujevac, unde a terminat școala elementară și liceul. A absolvit Arheologia la Facultatea de Filozofie din Belgrad în 1954 unde a fost ales profesor asistent în 1958. Și-a primit doctoratul de la Facultatea de Filosofie din Belgrad cu teza „Sculptură antropomorfă neolitică și eneolitică în Iugoslavia” (1964). A fost numit profesor asistent de arheologie preistorică în 1965, profesor asociat în 1970 și profesor complet în 1976.
Dragoslav Srejović a avut o gamă largă de interese, iar domeniile sale de cercetare au variat de la siturile paleolitice și mezolitice din Iugoslavia, la perioada romană târzie, până la mitologia greco-romană. El a condus săpături arheologice în 67 de situri preistorice și antice din Serbia, Bosnia și Muntenegru (Duklja, Srebrenica, Lepenski Vir, Vlasac, Divostin, Gamzigrad, Sharkamen, etc.).
A fost un autor prolific, el a publicat peste 200 de lucrări, peste 20 de monografii și peste 10 ghiduri și cataloage. Srejović  a devenit membru corespondent al Academiei Sârbe de Științe și Arte în 1974, și membru deplin din 1983, ulterior a fost numit vicepreședinte al Academiei.
Srejović a primit Premiul Octombrie din partea orașului Belgrad (1977) pentru munca sa la săpăturile din situl Lepenski Vir, precum și Premiul 7 iulie din partea Republicii Socialiste Serbia.
A fost una dintre foarte puținele personalități publice din Serbia care și-a recunoscut public homosexualitatea.
Împreună cu alți membri ai Academiei Sârbe de Științe și Arte, Srejović a redactat cartea 100 cei mai renumiți sârbi (în sârbă 100 најзнаменитијих Срба).
O stradă din Belgrad, una din Novi Sad și una din Kragujevac îi poartă numele. A murit la 29 noiembrie 1996 la Belgrad și a fost înmormântat la 3 decembrie la Kragujevac.

## Lucrări selectate
Monografii 
- Lepenski vir; Nova praistorijska cultura u Podunavlju (Lepenski Vir: O nouă cultură preistorică în Valea Dunării) (Belgrad, SKZ 1969);
- Prima sculptură monumentală a Europei. Noi descoperiri la Lepenski Vir (Londra 1972);
- Umetnost Lepenskog vira (Arta Lepenski Vir) (Belgrad 1983), cu Ljubinka Babović
- Rečnik grčke i rimske mitologije (Dicționar de mitologie greacă și romană) (SKZ Beograd 1979), cu Aleksandrina Cermanović – Kuzmanović;
- Srejović, Dragoslav, ed. (1988). The Neolithic of Serbia: Archaeological Research 1948-1988. Belgrade: Centre for archaeological research.
- Leksikon religija i mitova drevne Evrope (Lexicon of Religions and Myths of Ancient Ancient Europe) (Savremena administracija, Beograd, 1992), cu Aleksandrina Cermanović – Kuzmanović;
- Carski mauzoleji i consecutrativni spomenici u Feliks Romuliani (Mausolee imperiale și monumente dedicate din Felix Romuliana) (Belgrad 1994), cu Čedomir Vasić